# Reimar Kock

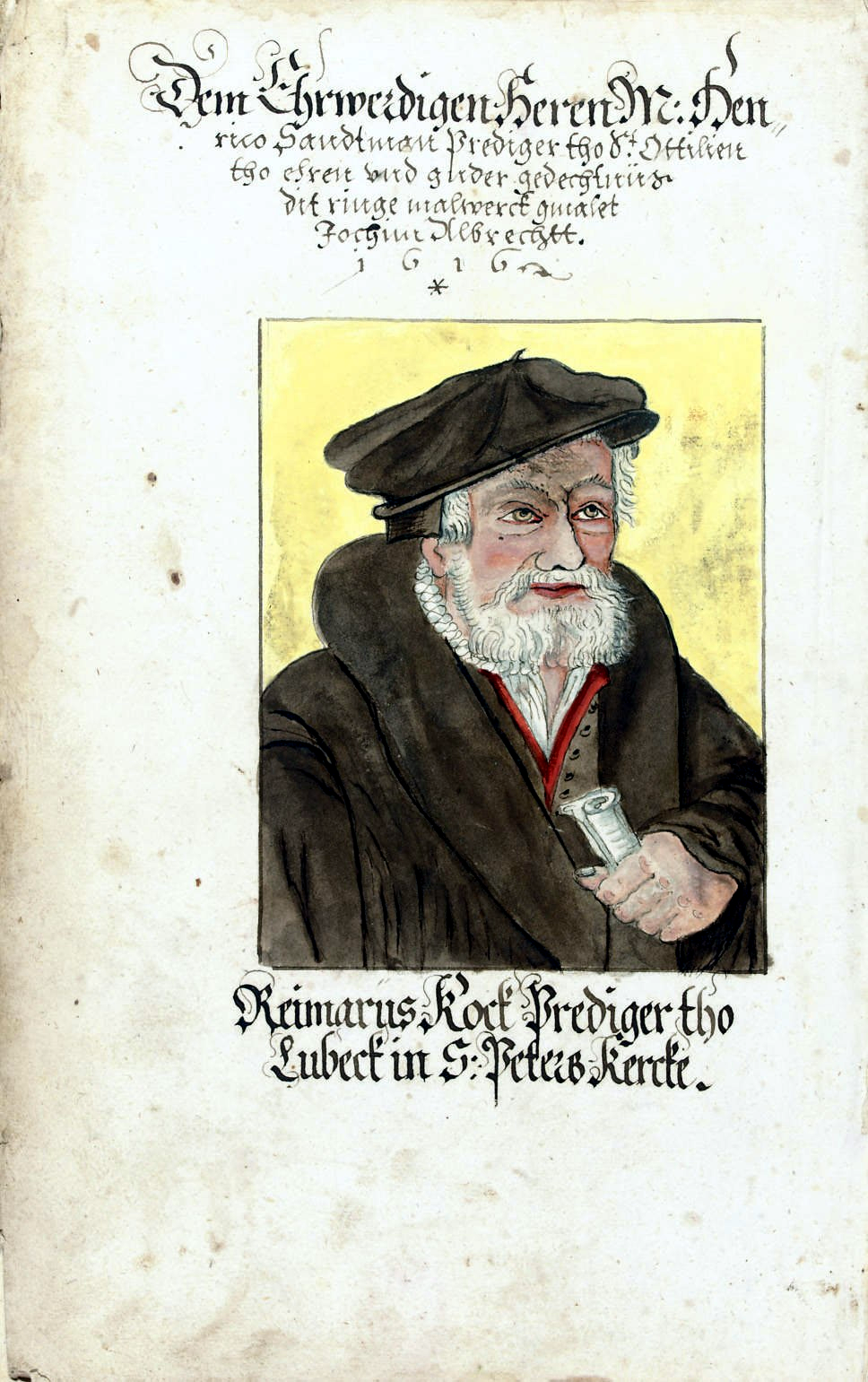
Reimar Kock

Reimar Kock, född omkring 1500 i Wismar, död 16 juni 1569 i Lübeck, var en tysk luthersk präst och historieskrivare.
Efter faderns död kom Kock till en farbrors hus i Lübeck, som därefter blev hans hemort. Han inträdde som munk i Katharinaklostret i Lübeck, blev emellertid en ivrig anhängare av reformationen och anställdes som präst vid Lübecks Petrikyrka, en befattning vilken han innehade intill sin död. 
Kock författade en stor krönika, der skildrar staden Lübecks historia från äldsta tider till året 1549, då han till stadens råd överlämnade sitt verk, vilket han dock fortsatte intill sin död. Krönikan är av stort intresse beträffande de tider, som han själv upplevt; han bygger här på meddelanden från många håll och har själv varit ögonvittne till åtskilligt. Bland annat medföljde han 1532-33 den lybska flottan på tåg mot Danmark och i det hela ger han viktiga upplysningar om Nordens historia, även om på grund av sin ensidiga kritik mot förhållandena där på många sätt blev till skada för hans hemstad.